# Шевченкове (Звягельський район)
Шевче́нкове — село в Україні, в Звягельському районі Житомирської області. Населення становить 192 осіб.

## Географія
На північно-східній околиці села бере початок річка Яструбень.

## Історія
Колишня назва Щенієвське (від назви болота Щенівське), урочище Барашівської волості Житомирського повіту Волинської губернії. Відстань від повітового міста 83 версти, від волості 8. Дворів 2, мешканців 19.

## Цікаві факти
Про Щенієвське згадується в книзі «Слобода Вєровка» автора Вольського Антона Петровича.

## Джерело
- Список населених місць  Волинскої губернії. —  Житомир: Волинська губернська типографія, 1906. —- 219 с.